# キュウシュウササノハガイ
キュシュウササノハガイ（九州笹の葉貝）、学名 Lanceolaria kihirai は、イシガイ科に分類される淡水産の二枚貝の一種。日本の九州のみに生息する同地方の固有種。古くから本州や四国に分布するササノハガイと同種と考えられてきたが、遺伝的に大きく異なることや殻の特徴の違いから2019年に新種として記載された。
属名 Lanceolaria はラテン語の「lanceola」（小さい槍）（lancea（槍）＋指小辞「-olus」）に接尾辞「-aria」を付けたもので、小さい槍のような貝、槍の刃のような貝、などの意。種名の kihirai は、淡水産貝類の研究家・紀平肇（きひら はじむ 1936-）への献名。和名は九州のササノハガイの意。

## 分布
- 日本

九州北部（福岡県、大分県、熊本県、佐賀県、長崎県）の固有種。

## 形態
大きさと形
殻長は通常150mmを超えない（原記載に示された最大個体は、殻長92.0mm、殻高28.5mm、殻幅16.7mm）。殻は前後に細長い笹の葉形で、前端は丸く、後端は尖る。殻頂は著しく前寄りで全長の前方1割付近の位置にある。混同されていたササノハガイはより大型になり150mmを超え、時に20cmに達するものがある。
殻表彫刻
殻表には弱い皺状の彫刻がある。また、殻頂から後端に向かう斜めの稜があるが、稜線は丸味を帯び、後端に近付くにつれ不明瞭になる。ササノハガイでは稜は顕著で後端まで明瞭に存在する。
殻色
暗褐色の殻皮に覆われて黒っぽく見える。
殻内面
新鮮な殻では内面は淡いピンク色の真珠層からなる。鉸歯は頑強明瞭で、左殻には2個の側歯と2個の擬主歯、右殻には1個の側歯と1個の三角形の擬主歯がある。前閉殻筋痕は丸く深く窪み、後閉殻筋痕は細長く浅い。
軟体
原記載には記されていない。
グロキディウム幼生
佐賀県唐津市松浦川産の10個体では、平均殻長0.215mm、平均殻高0.208mmで、わずかに殻長が殻高より大きい亜三角形。殻縁にフックを持ち、色は淡黄色からオレンジ色。

## 生態
河川底に生息する。

## 分類

### 原記載
- 原記載名

Lanceolaria kihirai Kondo & Hattori, 2019
- 原記載文献

Venus 78 (1-2): pp. 27-31 (fig. 1, fig. 2 A-B).
- タイプ産地

「Futatsukawa Creek, Yanagawa City, Fukuoka Prefecture, Kyushu, Japan 福岡県柳川市, 二ツ川」
- タイプ標本
  - ホロタイプ：タイプ産地産（殻長67.6mm、殻高22.0mm、殻幅13.2.0mm）。大阪市立自然史博物館所蔵（登録番号：OMNH-Mo 39048）。
  - パラタイプ：タイプ産地と佐賀県唐津市松浦川産の12個体（殻長50.7-92.0mm、殻高15.8-28.5mm、殻幅8.5-16.7mm）。 大阪市立自然史博物館所蔵（登録番号：OMNH-Mo 39049-39060）。
- 備考
  - 原記載では被献名者の名が「Hajime Kihira」となっているが、紀平自身による氏名のアルファベット表記は「Hajimu Kihira」である[2]。
  - 本種と混同されてきた Lanceolaria oxyrhyncha (von Martens, 1861) は、シーボルトが1823-1830年に日本で収集した標本に基いて記載されたが、その産地は「日本」とあるだけで詳しくはわかっていない[3]。

### 類似種
本種の原記載において比較言及されている種は下記のとおりである。このうち遺伝的に本種と最も近いのは殻が捩れる中国産のサンガタネジレササノハで、永年混同されてきたササノハガイとは遺伝的に大きく異なるとされる。
- Lanceolaria acrorrhyncha (von Martens, 1894)　チョウセンササノハ

殻頂から後方に伸びる稜角は後端まで明瞭。分布：韓国。
- Lanceolaria gladiola (Heude, 1877)　ホコササノハガイ

殻頂から後方に伸びる稜角は後端まで明瞭。分布：中国。
- Lanceolaria grayi (Gray in Griffith & Pidgeon, 1833)　マンシュウササノハ

殻頂から後方に伸びる稜角は後端まで明瞭。ササノハガイ属のタイプ種。分布：ロシア・中国・ベトナム。
- Lanceolaria kihirai T. Kondo & A. Hattori, 2019　キュウシュウササノハガイ（本項）

殻頂から後方に伸びる稜角は丸味を帯び後端で不明瞭。分布：日本（九州）
- Lanceolaria lanceolata (I. Lea, 1856)　ネジレササノハ

殻は捩れる。分布：中国。
- Lanceolaria oxyrhyncha (von Martens, 1861)　ササノハガイ

殻頂から後方に伸びる稜角は後端まで明瞭。トンガリササノハガイは同種。分布：日本（本州西部・四国）ただし oxyrhyncha の詳しい産地は不明。
- Lanceolaria triformis (Heude, 1877) サンガタネジレササノハ（仮称）[4]

殻は捩れる。分布：中国。